# پل استاسینو
پل استاسینو (انگلیسی: Paul Stassino; ۱ ژانویهٔ ۱۹۳۰ – ۲۸ ژوئن ۲۰۱۲) هنرپیشه اهل قبرس بود.
از فیلم‌ها یا برنامه‌های تلویزیونی که وی در آن نقش داشته است می‌توان به گلوله آتشین، مغ، اینترپل، خلیج ببر، خروج و بهار رمی خانم استون اشاره کرد.